# Tasa bruta de natalidad

Países según su tasa bruta de natalidad en 2017. Número de nacimientos por cada mil habitantes en un año. La mayoría de países con mayor tasa de natalidad están en África.

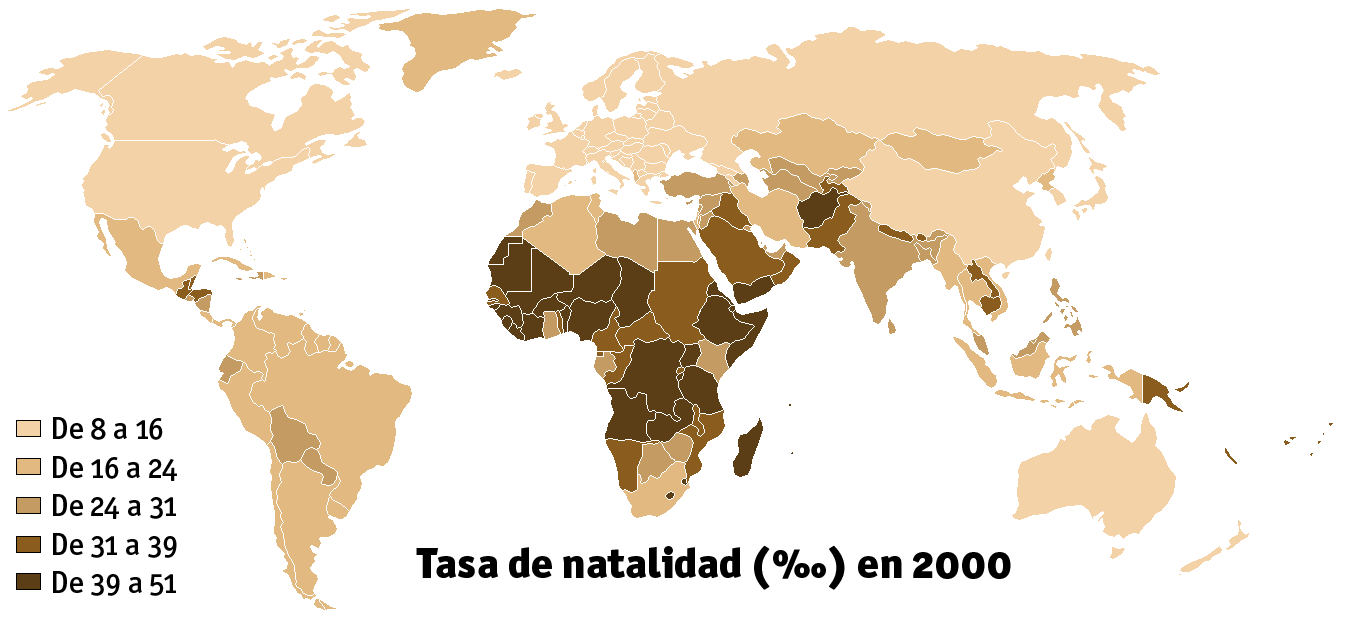
Tasa de natalidad en el año 2000. Número de nacimientos por cada mil habitantes en un año.

La tasa bruta de natalidad, tasa bruta de reproducción o tasa de natalidad en demografía, sociología y geografía de la población, es el número de nacimientos vivos de una población por cada mil habitantes en un año. 

## Tasa bruta de natalidad
La tasa de natalidad es una medida de cuantificación de la fecundidad, que refiere a la relación que existe entre el número de nacimientos ocurridos en un cierto periodo y la cantidad total de población existente en el área geográfica. 
El lapso es habitualmente un año y se puede leer como el número de nacimientos de una población por cada mil habitantes en un año. Representa el número de individuos de una población que nacen vivos por unidad de tiempo.

### Fórmula de la tasa de natalidad
Su fórmula es: 
| Símbolo           | Nombre                                |
| ----------------- | ------------------------------------- |
| {\displaystyle b} | Tasa bruta de nacimiento              |
| {\displaystyle B} | Número total de nacimientos en un año |
| {\displaystyle P} | Población total                       |

Tiene la ventaja de ser una medida sencilla y fácil de interpretar, pero tiene algunas dificultades, pues en la comparación entre países puede arrojar diferencias que dependen más de la estructura por edad y sexo de la población que de la fecundidad de las poblaciones analizadas. Para ese efecto se recomienda usar tasas refinadas, como la tasa global de fecundidad o la estructura de fecundidad por edad. En conclusión, la tasa de natalidad corresponde al número de nacidos vivos por cada 1000 habitantes en un lugar específico.

## Paradoja demográfico-económica
La tasa de natalidad disminuye cuando los países tienen mayor riqueza (Producto interior bruto, desarrollo económico e industrial de los países, mejora de la sanidad, mayor nivel educativo) y un proceso de urbanización mayor. Por tanto, existe «una fuerte correlación negativa entre natalidad y la participación femenina en el trabajo».
La eficiencia reproductiva (población suficiente con el menor número de nacimientos posible) es el resultado de una baja natalidad y una alta supervivencia que garantiza el mantenimiento de la población, así como una relación óptima intergeneracional. La revolución reproductiva o tercera revolución de la modernidad supone un cambio de paradigma que sustituiría el concepto de transición demográfica y su análisis transversal que utiliza las edades como grupos de personas diferentes -pirámides de población- por un nuevo punto de vista longitudinal e intergeneracional que utiliza las edades como etapas de la vida de manera dinámica y sistemática sobre las poblaciones.